# Antoni Vidal i Calzada
Antoni Vidal i Calzada (Sant Feliu de Guíxols, 8 de desembre de 1806 – Marsella, 4 de març de 1888) fou un destacat comerciant, navilier i filantrop català del segle xix. Nascut a Sant Feliu de Guíxols, va viure exiliat a Marsella. Se'l coneix per haver estat un dels majors benefactors de la vila guixolenca.

## Biografia
Antoni Vidal i Calzada provenia d'una família de tradició comerciant marítima, car era fill del comerciant d'importació i exportació de mercaderies Antoni Vidal i Olivós, i net de patrons de barca tant per branca paterna (Sebastià Vidal) com materna (Antoni Calzada). Nascut a Sant Feliu de Guíxols el 1806, en la seva joventut va veure's forçat a anar a viure a la ciutat francesa de Marsella.
Des del punt de vista econòmic, la inestabilitat provocada per la Guerra del Francès (1808-1814) i el Trienni liberal (1821-1824) va suposar un fort greuge per a l'activitat comercial del port de Sant Feliu, fet que va empènyer a la família Vidal, com a molts d'altres comerciants fronterers i propietaris d'embarcacions, a traslladar la seva activitat comercial al port de Marsella, aleshores el port més gran de tota la Mediterrània. En el cas dels Vidal s'hi afegia, a més a més, un motiu d'exili polític. Tant Antoni Vidal pare com Antoni Vidal fill van haver de complir l'ordre de desterrament que es va imposar contra els liberals constitucionalistes i afrancesats que, com ells, van haver de refugiar-se a França, en el que es coneix com el Tercer exili liberal (1823-1830).
Del seu enllaç matrimonial amb Martina Nadal i Garcia, va néixer el seu únic fill, Numa. En morir la seva esposa, va contraure matrimoni amb Eugénie Aubert.

## Comerciant, armador i financer
Amb el capital familiar acumulat, Antoni Vidal i Calzada i els germans que van romandre a Marsella, Josep Maria i Sebastià, van crear la societat naviera «Vidal Frères», que va arribar a comptar amb una gran flota de velers i de vaixells mixtes de vapor i vela, com el bergantí anomenat «Málaga», el bricbarba de gran tonatge «Antonio» el qual es va construir a les drassanes de Sant Feliu de Guíxols, o la corbeta «Pablo Sensat» que navegava fent volta al món.

## Personalitat de l'alta societat francesa
El gran rendiment econòmic fruit del conjunt d'activitats empresarials i financeres van permetre a Antoni Vidal i Calzada acumular una incalculable fortuna i possessions (mansions, cotxes i servei), el que explica que fos una personalitat habitual de l'alta societat francesa i fos anomenat per Napoleó III com «el catala ric de Marsella». La condició d'espanyol exiliat a França, a més a més, va facilitar la seva amistat amb l'esposa de Napoleó III, la també espanyola, emperadriu Eugènia de Montijo. De fet, va ser l'emperadriu qui va intercedir perquè Antonio Vidal i Calzada allotgés en el seu chateau del sud de França, a la reina Isabel II d'Espanya durant els seus primers mesos d'exili, abans que aquesta residís de forma permanent al Palau de Castella de París.
El 1852 Antoni Vidal i Calzada fou distingit per Napoleó III com a Gran Oficial de la Legió d'Honor de França.

## Filantrop
En vida, va donar continu suport econòmic (en forma de diners, donació d'habitatges o barques de pesca) a les famílies guixolenques que acostumaven a adreçar-se-li per carta demanant el seu ajut. També va recolzar econòmicament un gran nombre d'espanyols exiliats a França amb independència de la ideologia política de cadascun d'ells].
Pel que fa a les donacions en vida que va fer a Sant Feliu de Guíxols, consten el finançament de la conducció d'aigües de la vila, de l'ampliació de l'hospital o de la construcció de l'Alsina, el primer teatre de la vila. Quant a les donacions pòstumes, en el seu testament, signat el de 4 de març de 1867 en el Consolat d'Espanya a Marsella, Antoni Vidal i Calzada va fixar llegar, cada 8 de març, aniversari de la seva mort, una renda anual de 15.000 francs per a la vila de Sant Feliu de Guíxols, els quals havien de ser repartits entre 8.000 francs anuals a distribuir entre les famílies més pobres i 7.000 francs anuals per al pagament de mestres per tal que, sobretot els nois i noies més pobres de la vila, poguessin accedir a l'educació. Amb aquesta suma es va construir el Col·legi Vidal de Sant Feliu de Guíxols. En el moment de la seva mort també es va fer efectiva la donació de 300.000 francs a la ciutat de Marsella, així com grans quantitats de diners als familiars, amics propers i personal de servei de casa.
El 1889 l'Ajuntament va decidir reconèixer-lo dedicant-li el nom de d'un dels carrers principals més transitats de la vila, el carrer dels Arbres, que en endavant portaria el nom de Rambla d'Antoni Vidal.
Des del 1888 i fins al 1971, la vila de Sant Feliu de Guíxols va beneficiar-se de les aportacions anuals llegades per Antoni Vidal i Calzada.

## Polèmica
L'any 2017 el Ple Municipal de Sant Feliu de Guíxols va enretirar el nom d'Antoni Vidal de la Rambla, arrel de les acusacions d'un historiador segons el qual la companyia Vidal Frères havia traficat amb persones durant el període colonial francès, concretament entre el 1830 i 1840. El posterior decret d'abolició de l'esclavisme finalment va arribar a França el 27 d'abril de 1848.